# Moitas Venda
Moitas Venda ist eine Gemeinde (Freguesia) im portugiesischen Kreis Alcanena. In ihr leben 781 Einwohner (Stand 19. April 2021).